# جایزه بزرگ بریتانیا ۱۹۶۵
جایزه بزرگ بریتانیا ۱۹۶۵ (انگلیسی: ‎1965 British Grand Prix‎) یک مسابقهٔ موتوری در رشتهٔ اتومبیل‌رانی فرمول یک بود که در تاریخ ۱۰ ژوئیهٔ ۱۹۶۵ در پیست سیلورستون واقع در سیلورستون، انگلستان برگزار شد. این گراند پری در میان ۱۰ گراند پری در فصل ۱۹۶۵، مسابقهٔ شمارهٔ ۵ بود.
در این مسابقه که در ۸۰ دور و به مسافت ۳۷۶٫۸۸۰ کیلومتر (۲۳۴٫۱۸۲ مایل) برگزار شد، پول پوزیشن توسط جیم کلارک کسب شد و سریع‌ترین زمان برای طی یک دور پیست که برابر با ۱:۳۲٫۲ بود نیز توسط گراهام هیل به ثبت رسید.
جیم کلارک از تیم لوتوس-کلیمکس، گراهام هیل از تیم بی‌آرام و جان سرتیز از تیم فراری به‌ترتیب مقام‌های اول تا سوم مسابقه را کسب کردند.

## رده‌بندی قهرمانی پس از مسابقه
|       | جایگاه | راننده      | امتیاز |
| ----- | ------ | ----------- | ------ |
|       | ۱      | جیم کلارک   | ۳۶     |
|       | ۲      | گراهام هیل  | ۲۳     |
|       | ۳      | جکی استوارت | ۱۹     |
|       | ۴      | جان سرتیز   | ۱۷     |
|       | ۵      | بروس مک‌لارن | ۸      |
| منبع: |        |             |        |

|       | جایگاه | سازنده        | امتیاز |
| ----- | ------ | ------------- | ------ |
|       | ۱      | لوتوس-کلیمکس  | ۳۶     |
|       | ۲      | بی‌آرام        | ۳۱     |
|       | ۳      | فراری         | ۲۰     |
|       | ۴      | کوپر-کلیمکس   | ۸      |
|       | ۵      | برابام-کلیمکس | ۷      |
| منبع: |        |               |        |

یادداشت
- تنها پنج جایگاه نخست از هر رده‌بندی نمایش داده شده‌است.